# Municipio de Good Luck
El municipio de Good Luck (en inglés: Good Luck Township) es un municipio ubicado en el condado de Williams, en el estado estadounidense de Dakota del Norte. En el año 2010 tenía una población de 26 habitantes y una densidad de 0,28 personas por km².

## Geografía
El municipio de Good Luck se encuentra ubicado en las coordenadas 48°29′46″N 103°51′9″O / 48.49611, -103.85250. Según la Oficina del Censo de los Estados Unidos, el municipio tiene una superficie total de 92.92 km², de la cual 92,87 km² corresponden a tierra firme y  0,04 km² (0,04 %) es agua.

## Demografía
Según el censo de 2010, había 26 personas residiendo en el municipio de Good Luck. La densidad de población era de 0,28 hab./km². De los 26 habitantes, el municipio de Good Luck estaba compuesto por el 100 % de   blancos.